# Stanley Rowley
Stanley Rupert "Stan" Rowley (Young, Nova Gal·les del Sud, 1 de setembre de 1876 - Manly, Nova Gal·les del Sud, 1 d'abril de 1924) fou un atleta australià, especialista en curses de velocitat que guanyà quatre medalles als Jocs Olímpics de 1900.

## Carrera esportiva
Stan Rowley fou un destacat velocista que va destacar des de l'etapa escolar. El 1895 quedà segon al campionat australià de les 100 iardes, mentre el 1896 el guanyava. El 1897 i 1899 guanyà el campionat d'Australàsia. El 1899 a més va igualar el rècord australià de les 100 iardes amb 9,9", alhora que establia un nou rècord en les 220 iardes amb un temps de 22,2".
Tot i que les autoritats australianes van decidir no enviar ningú per participar en els Jocs Olímpics de París de 1900, una subscripció privada va permetre a Rowley viatjar fins a París. Una vegada allà Rowley guanyà la medalla de bronze en les tres curses de velocitat en què prengué part: els 60 metres, els 100 metres i els 200 metres.
La seva primera cursa que disputà fou la dels 100 metres, el 14 de juliol. En ella arribà a la final després de superar la fase prèvia, les semifinals i la repesca. A la final aconseguí un temps d'11,2" i quedà per darrere els estatunidencs Frank Jarvis i John Tewksbury. L'endemà disputà la cursa dels 60 metres en què fou superat a la final per Alvin Kraenzlein, i novament per Tewksbury. Rowley es tornà a trobar a Tewksbury en la cursa dels 200 metres que es disputà el 22 de juliol. Rowley superà el seu rival a les sèries, però a la final Tewksbury guanyà clarament, mentre que Rowley, que finalitzà amb un temps de 22,9 segons, també fou superat per Norman Pritchard, i d'aquesta manera aconseguí el seu tercer bronze.
Al mateix temps Rowley fou temptat per l'equip britànic de prendre part en la cursa dels 5000 metres per equips. En aquells anys els equips mixts eren permesos pel COI i Rowley complia els requisits en formar part Austràlia de l'Imperi Britànic. L'equip britànic necessitava un cinquè participant i tot i que Rowley no tenia experiència en les curses de llarga distància la resta de companys eren autèntics especialistes. Després de la primera volta Rowley es posà a caminar, sent avançat per tota la resta de competidors. En acabar la cursa el novè classificat a Rowley encara li mancaven 1500 metres per acabar i els jutges van decidir que no calia que els fes i li van atorgar la desena posició. Amb tot, l'equip britànic guanyà la medalla d'or en superar l'equip francès per tres punts.

## Final de la carrera
L'octubre de 1900 Rowley va tornar a Sydney, on anuncià la seva retirada.

## Millors marques
- 100 iardes. 9.9, el 1899
- 100 metres. 10.9, el 1900
- 220 iardes. 22.2, el 1899[1]